# Венесуэла на летних Олимпийских играх 1952
Венесуэла принимала участие в Летних Олимпийских играх 1952 года в Хельсинки (Финляндия) в первый раз за свою историю, и завоевала одну бронзовую медаль. Это первая олимпийская медаль, выигранная сборной Венесуэлы. Сборную страны представляли 36 мужчин и 2 женщины. В прошлый раз, в 1948 году, Венесуэлу представлял всего один спортсмен.
Венесуэла завоевала одну медаль на играх, бронзу в тройном прыжке; призёр Аснольдо Девониш почти не был включён в состав команды и участвовал в Играх, будучи травмированным.

## Подготовка
После своего дебюта на предыдущих летних Олимпийских играх 1948 года Венесуэла начала формировать сборную для игр 1952 года. Венесуэла стала 61-й страной, зарегистрировавшейся в Международном олимпийском комитете для участия в Олимпийских играх 1952 года. Основной состав венесуэльской делегации, в которую входили в общей сложности 61 мужчина и четыре женщины (спортсмены и официальные лица), прибыл в Хельсинки на Игры 7 июля; олимпийским атташе Венесуэлы в Финляндии был Олави Маттила. Кроме того, для страны было выдано пять пресс-карт.

### Выбор Девониша
В 1951 году Аснольдо Девониш завоевал золотую медаль в тройном прыжке на Боливарианских играх на дистанции 15 м, что стало лучшим результатом на этом мероприятии. Благодаря этой победе он получил право присоединиться к олимпийской сборной, однако венесуэльские спортивные организации, в том числе Олимпийский комитет Венесуэлы (VOC), были против присоединения Девониша. В то время он был травмирован, и у него лучше получался прыжок в длину, чем тройной прыжок. Перед Играми его тренер Ладислао Лазар заявил, что не позволит никому из своих спортсменов участвовать в соревнованиях в Хельсинки, если Девониш не будет в команде. Во время участия в Играх Девониш все ещё был травмирован.

## Медалисты

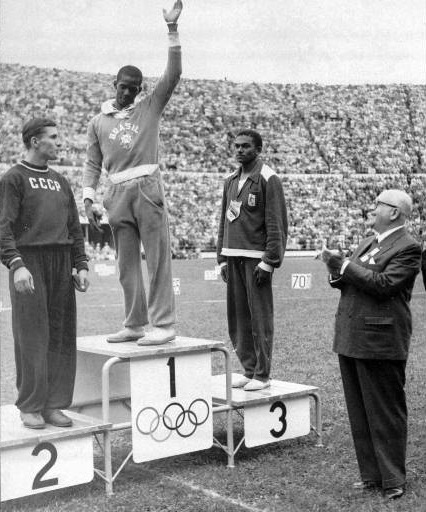
Девониш получает свою бронзовую медаль на играх

20-летний Девониш был единственным медалистом Игр 1952 года в Венесуэле и первым олимпийским призёром страны; впоследствии он стал первым человеком, введённым в Спортивный зал славы Венесуэлы. Девониш оставался единственным венесуэльским олимпийским призёром в лёгкой атлетике до Юлимар Рохас на Рио-2016; Рохас завоевала серебряную медаль, также в тройном прыжке.
| Медаль | Имя              | Вид спорта                      | Дата    |
| ------ | ---------------- | ------------------------------- | ------- |
| Бронза | Аснольдо Девониш | Лёгкая атлетика, тройной прыжок | 23 июля |

## Церемония открытия
Венесуэла, в соответствии с финским алфавитным порядком стран, заняла 65-е место на церемонии открытия. На церемонии присутствовали 58 человек, представлявших Венесуэлу. Знаменосцем Венесуэлы на Олимпийских играх 1952 года был Аснольдо Девониш.